# Fouquenies
Fouquenies település Franciaországban, Oise megyében. Lakosainak száma 405 fő (2022. január 1.). Fouquenies Beauvais, Herchies, Milly-sur-Thérain, Le Mont-Saint-Adrien, Pierrefitte-en-Beauvaisis és Troissereux községekkel határos.

## Népesség
A település népességének változása:
| Lakosok száma | 412  | 421  | 438  | 430  | 429  | 428  | 421  | 413  | 405  |
|               | 2013 | 2015 | 2016 | 2017 | 2018 | 2019 | 2020 | 2021 | 2022 |